# Après
Après («После») — шестнадцатый студийный альбом Игги Попа, изданный 9 мая 2012 года. Après полностью состоит из каверов, частично английских, частично французских песен.

## История
Состоящий частично из каверов, исполненных на французском языке, он был выпущен 9 мая 2012 года на лейбле Thousand Mile Inc. после того, как альбом был отвергнут Virgin EMI Records. Поп сказал, что его звукозаписывающая компания «предпочла бы, чтобы я сделал рок-альбом с популярными панками» и что «они не думали, что заработают деньги, они не думали, что это понравится моим поклонникам — очень разумные взгляды для разумного человека, но это другой тип людей, чем я».

## Список композиций
| №   | Название                          | Оригинальный исполнитель | Длительность |
| --- | --------------------------------- | ------------------------ | ------------ |
| 1.  | «Et si tu n’existais pas»         | Джо Дассен               | 3:35         |
| 2.  | «La Javanaise»                    | Серж Генсбур             | 2:32         |
| 3.  | «Everybody’s Talkin’»             | Гарри Нилссон            | 2:50         |
| 4.  | «I’m Going Away Smiling»          | Йоко Оно                 | 2:40         |
| 5.  | «La Vie en rose»                  | Эдит Пиаф                | 2:08         |
| 6.  | «Les Passantes»                   | Жорж Брассенс            | 4:12         |
| 7.  | «Syracuse»                        | Анри Сальвадор           | 2:05         |
| 8.  | «What Is This Thing Called Love?» | Коул Портер              | 2:50         |
| 9.  | «Michelle»                        | The Beatles              | 2:45         |
| 10. | «Only the Lonely»                 | Фрэнк Синатра            | 2:50         |

## Чарты
| Чарт (2022)                   | Высшая позиция |
| ----------------------------- | -------------- |
| Германия (Offizielle Top 100) | 61             |